# وستفال (اورگن)
وستفال (به انگلیسی: Westfall) یک منطقهٔ مسکونی در ایالات متحده آمریکا است که در شهرستان مالهور، اورگن واقع شده‌است. وستفال ۹۱۲٫۸۹ متر بالاتر از سطح دریا واقع شده‌است.